# Ludvíkovický potok
Ludvíkovický potok je potok v Ústeckém kraji v Česku. Je dlouhý 4,9 km, plocha povodí činí přibližně 8 km² a vlévá se do Labe jako pravostranný přítok v Děčíně. V Centrální evidenci vodních toků je veden pod názvem Ludvíkovický potok (ID toku
10229627).

## Průběh toku
Pramení asi půl kilometru jihozápadně od obce Kámen v nadmořské výšce přibližně 326 m. Tok se orientuje jihovýchodně (horní tok), jihozápadně (střední tok) a severozápadně (dolní tok), přičemž jihozápadní směr je dominantní (spojnice pramene-ústí). Po necelém kilometru se dostává do obce Ludvíkovice. Po 2,5 km, na konci obce, přijímá svůj největší přítok, Loubský potok. Za obcí, v důsledku vtoku do Labského kaňonu, se prudce zvyšuje spád. Nakonec vtéká do děčínské čtvrti Loubí, kde se vlévá jako pravostranný přítok do Labe, v nadmořské výšce 124 m.

## Galerie

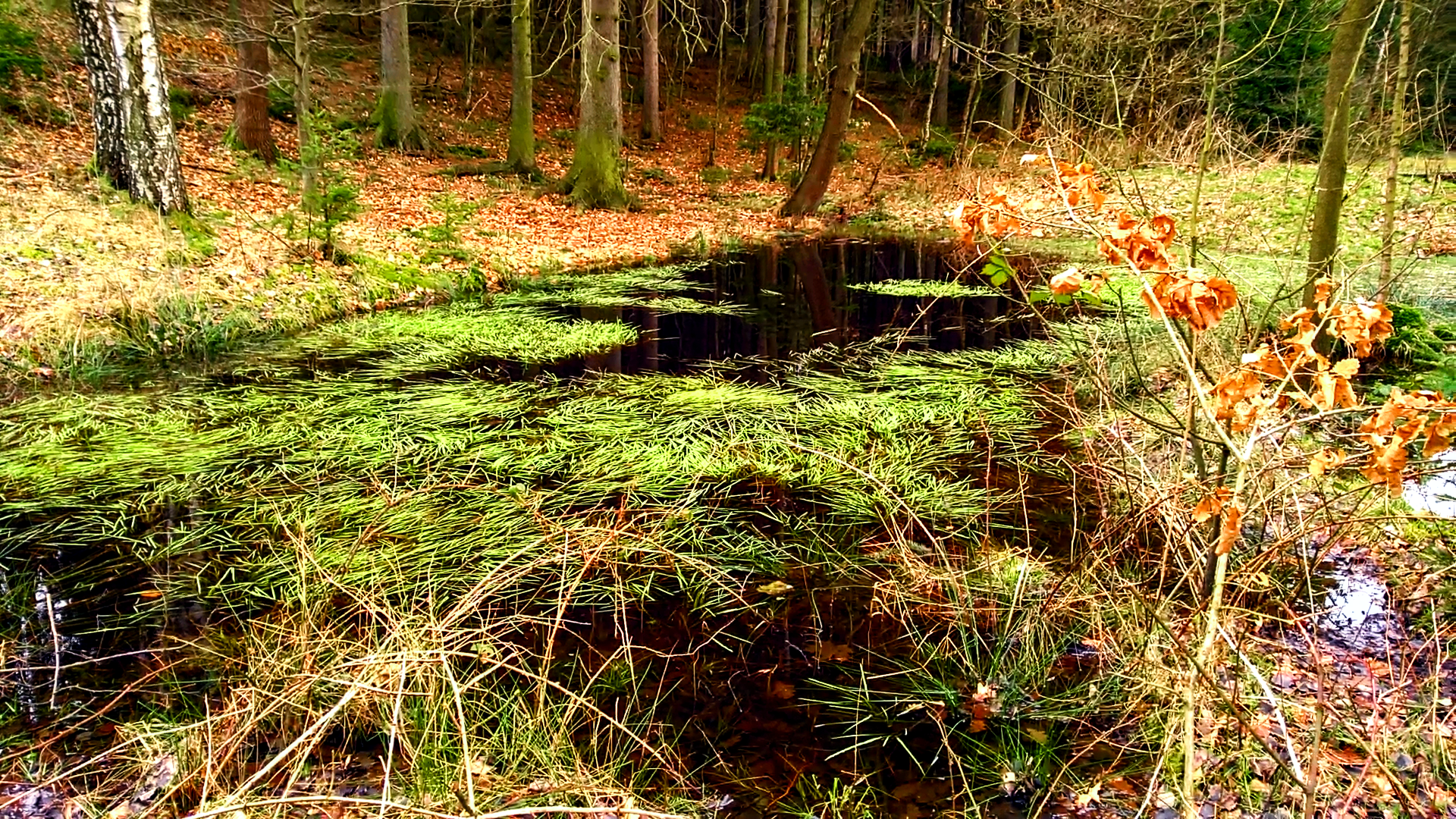
Pramenné jezírko.
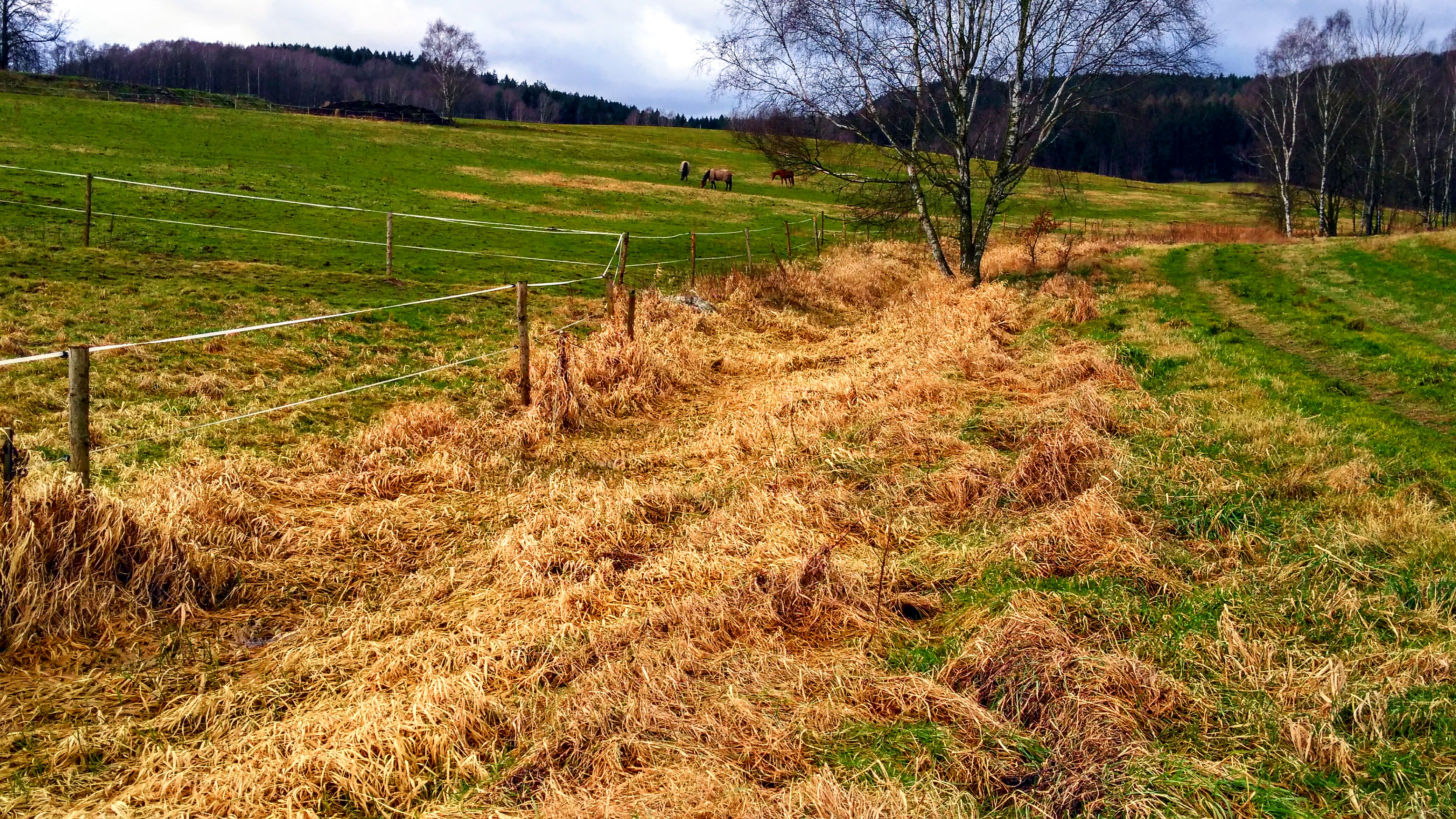
Schovaný potok v trávě, před Ludvíkovicemi.
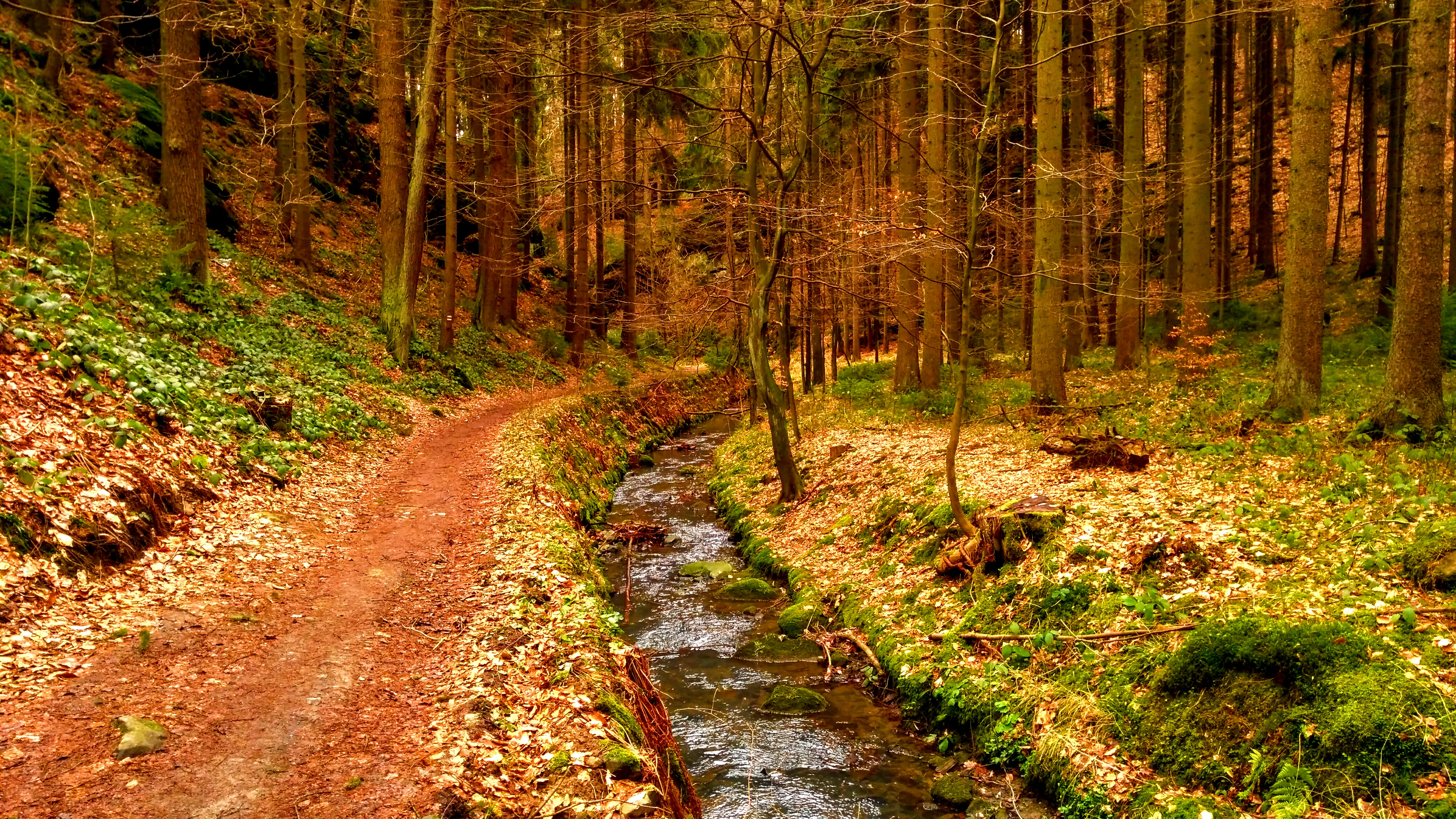
Za Ludvíkovicemi.